# Torymus hornigi
Torymus hornigi är en stekelart som beskrevs av Ruschka 1921. Torymus hornigi ingår i släktet Torymus och familjen gallglanssteklar. Inga underarter finns listade i Catalogue of Life.